# Трембіцькі Володимир
Володимир Трембіцькі (англ. Walter Trembicky; 8 січня 1919, Любачів, Підкарпатське воєводство, Республіка Польща— 3 січня 2008, Нью-Йорк, Нью-Йорк, США) — історик, геральдист, вексилолог, професор, Ph.D.

## Життєпис
Народився у Галичині.
До 1939 року навчався в Українській академічній гімназії у Львові. До 1940 року на факультеті державних наук Львівського університету. До 1944 року на економічному факультеті в Берліні, потім Реґенсбурґу. 1955 року в Мюнхені здобув ступінь доктора філософії з економіки. Подався на еміграцію до США. В університеті Нью-Йорка займався історією Східної Європи першої половини ХХ століття, зокрема дослідженнями історії дипломатії. Багато років пропрацював в американській системі вищої освіти, в тому числі викладачем економіки в Йоркському коледжі в Нью-Йорку протягом 1973-1974 років.
Член Наукового товариства імені Шевченка в Америці й Української Вільної Академії наук. Член-кореспондент Українського Геральдичного Товариства.
Автор понад сотні публікацій, тридцять п'ять з яких присвячено історії української геральдики та гімнів протягом тисячі років.

## Родина
- Дружина — Ярослава Гофрик (1921, Белз — 2014, США)

## Деякі праці
- Greek-Ukrainian diplomatic relations: 1918—1920 // The Ukrainian quarterly: a journal of Ukrainian and international affairs. — New York, NY. — Vol. 19. 1963, 4. — P. 342—349. (англ.)
- Flags of non-Russian peoples under Soviet rule. With contributions by Whitney Smith [and] Karlis Dzirkalis. Lexington, MA, 1969. (англ.)
- International status of the Ukrainian Democratic Republic, 1917—1924. — Baltimore, Md.: Ukrainian Congress Committee of America, 1991. (англ.)
- Історичні та правні основи українського державного гербу // Правничий вісник. — 1970. — № 3, с. 104—148.
- Американські українці в допомозі Українській Державі і її народові 1914—1923 pp. // Альманах УНС. — 1971. — С. 49—63.
- Вільна і Київ з перспективи століть // Альманах УНС. — 1972. — С. 127—140.
- Український національний гімн та інші патріотичні пісні. Нью-Йорк-Рим, 1973. [Архівовано 4 березня 2016 у Wayback Machine.]
- Державні службові прапори Гетьманського двору 1918 р. // Гетьманський Голос. — 1979. — ч. 3-4, c. 24-33. [Архівовано 18 серпня 2014 у Wayback Machine.]
- The Ukrainian National Colors from Medieval to the Present Time // Альманах УНС. — 1987. — C. 56—67. (англ.)
- За правильне розуміння вартости української революції (1917-18) та Держави 1918-24 років // Альманах УНС. — 1988. — C. 111—126.
- Український дипломатичний корпус 1917—1945 // Альманах УНС. — 1989. — С. 70—76.
- Позиція Великої Волині в українській Державі 1918 року. Вінніпег-Нью-Йорк, 1993. [Архівовано 1 лютого 2014 у Wayback Machine.]
- Прапори України 1918 року // Знак. — Ч. 4 (листопад, 1993). — С. 1-2. [Архівовано 18 серпня 2014 у Wayback Machine.]
- Український Чорноморський флот (1918—1919) [Архівовано 16 жовтня 2007 у Wayback Machine.]
- Національний гимн «Ще не вмерла Україна» та інші українські гимнові пісні. — Львів, 2003.